# غونهيلد دالبيرغ
غونهيلد دالبيرغ (بالنرويجية البوكمول: Gunhild Dahlberg)‏ هي كاتِبة وصحفية وممثلة نرويجية، ولدت في 6 أبريل 1975.

## وصلات خارجية
- غونهيلد دالبيرغ على موقع IMDb (الإنجليزية)